# 地方税务局
地方税务局是中华人民共和国1994年分税制改革后设立的地方税务机构，与国家税务局相对应。在2018年3月的政府机构调整当中，国家税务局和地方税务局重新合并，地方税务局不复存在。
1994年分税制把税种分为中央税、地方税、中央地方共享税；把征税系统由税务局分为国家税务系统与地方税务系统。其中中央税、中央地方共享税由国税系统（包括国家税务总局及各地的国家税务局）征收，地方税由地方税务局征收。地方税务局在省、市、县、区各级地方政府中设置，国务院中没有地方税务局。地税局长由本级人民政府任免，但要征求上级国家税务局的意见。一般情况下，地方税务局与财政厅（局）是分立的，不是一个机构两块牌子。但也有例外，例如，上海市在2008年政府机构改革之前，上海市财政局、上海市地方税务局和上海市国家税务局为合署办公，一个机构、三块牌子，而2008年政府机构改革之后，上海市财政局被独立设置，上海市地方税务局和上海市国家税务局仍为合署办公，一个机构、两块牌子。同时县一级，财政局长常常兼任地税局长。
地方税务局主要征收：营业税、企业所得税、个人所得税、土地增值税、城镇土地使用税、城市维护建设税、房产税、城市房地产税、车船使用税、车辆使用牌照税、屠宰税、资源税、固定资产投资方向调节税、印花税、农业税、农业特产税、契税、耕地占用税、筵席税，城市集体服务事业费、文化事业建设费、教育费附加以及地方税的滞补罚收入和外商投资企业土地使用费。